# Cross Plains (Town)
Die Town of Cross Plains ist eine von 34 Towns im Dane County im US-amerikanischen Bundesstaat Wisconsin. Im Jahr 2010 hatte die Town of Cross Plains 1507 Einwohner.
Town hat in Wisconsin eine grundlegend andere Bedeutung, als im übrigen englischsprachigen Bereich. Vielmehr entspricht sie den in den anderen US-Bundesstaaten üblichen Townships, die nach dem County die nächstkleinere Verwaltungseinheit bilden.
Das Gebiet der Town of Cross Plains ist Bestandteil der Metropolregion Madison.

## Geografie
Die Town of Cross Plains liegt im Süden Wisconsins, im westlichen Vorortbereich von dessen Hauptstadt Madison. Der am Mississippi gelegene Schnittpunkt der drei Bundesstaaten Wisconsin, Iowa und Minnesota liegt rund 160 km westnordwestlich; nach Illinois sind es rund 75 km in südlicher Richtung.
Die Koordinaten des geografischen Zentrums der Town of Cross Plains sind 43°04′57″ nördlicher Breite und 89°39′57″ westlicher Länge. Sie erstreckt sich über eine Fläche von 91,6 km².  
Die Town of Cross Plains liegt im Westen des Dane County und grenzt an folgende Nachbartowns:
| Town of Black Earth | Town of Berry Village of Cross Plains       | Town of Springfield |
| Town of Vermont     | Kompassrose, die auf Nachbargemeinden zeigt | Town of Middleton   |
| Town of Blue Mounds | Town of Springdale                          | Town of Verona      |

## Verkehr
Der U.S. Highway 14 verläuft in West-Ost-Richtung durch den Norden der Town of Cross Plains. Daneben führen noch die County Highways J, P und S durch die Town. Alle weiteren Straßen sind untergeordnete Landstraßen sowie teils unbefestigte Fahrwege.
Parallel zu US 14 verläuft durch die Town of Cross Plains eine Eisenbahnstrecke der Wisconsin and Southern Railroad, einer regionalen (Class II) Frachtverkehrsgesellschaft. 
Der nächste Flughafen ist der Dane County Regional Airport in Wisconsins Hauptstadt Madison (rund 30 km östlich).

## Bevölkerung
Nach der Volkszählung im Jahr 2010 lebten in der Town of Cross Plains 1507 Menschen in 581 Haushalten. Die Bevölkerungsdichte betrug 16,5 Einwohner pro Quadratkilometer. In den 581 Haushalten lebten statistisch je 2,59 Personen. 
Ethnisch betrachtet setzte sich die Bevölkerung zusammen aus 97,9 Prozent Weißen, 0,1 Prozent Afroamerikanern, 0,2 Prozent amerikanischen Ureinwohnern, 0,3 Prozent Asiaten, 0,1 Prozent Polynesiern sowie 0,3 Prozent aus anderen ethnischen Gruppen; 1,0 Prozent stammten von zwei oder mehr Ethnien ab. Unabhängig von der ethnischen Zugehörigkeit waren 1,7 Prozent der Bevölkerung spanischer oder lateinamerikanischer Abstammung. 
22,2 Prozent der Bevölkerung waren unter 18 Jahre alt, 62,7 Prozent waren zwischen 18 und 64 und 15,1 Prozent waren 65 Jahre oder älter. 47,8 Prozent der Bevölkerung war weiblich.
Das mittlere jährliche Einkommen eines Haushalts lag bei 95.556 USD. Das Pro-Kopf-Einkommen betrug 51.093 USD. 2,2 Prozent der Einwohner lebten unterhalb der Armutsgrenze.

## Ortschaften in der Town of Cross Plains
Neben Streubesiedlung existiert in der Town of Cross Plains mit Pine Bluff noch eine gemeindefreie Siedlung.